# Jaromír Vrba
Jaromír Vrba (5. července 1920 Stražisko – 19. prosince 1950 Brno) byl český partyzán, hrdina československého protinacistického i protikomunistického odboje a oběť komunistického teroru.

## Život
Byl vyučený zahradník, nějakou dobu pracoval v zahradnictví svého otce. V roce 1943 byl totálně nasazen ve městě Chemnitz, odtud ale záhy uprchl. V roce 1944 se objevil na Slovensku, jako partyzán bojoval pod Janko Ušiakem u Strečna, byl členem 1. čs. partyzánské brigády Jana Žižky. Obdržel hodnost poručíka partyzánů, byl vyznamenán medailí Za chrabrost a Řádem Slovenského národního povstání a stal se členem Partkolu, odkud byl ale v roce 1947 Vávrou-Staříkem vyštván.
V roce 1945 se oženil s MUDr. Adelou Chmelařovou, s níž měl syna Jana (* 1947) a dceru Adélu (* 1949).
V roce 1948 začal organizovat na Zlínsku podzemní odbojovou síť s krycím jménem Jarmila. Později ji zapojil do odbojové skupiny Světlana, v níž se stal fakticky velitelem její zlínské části. Skupina Světlana však byla od počátku infiltrovaná Státní bezpečností, klíčovým agentem byl samotný její zakladatel Antonín Slabík. Vrba mu zpočátku naprosto důvěřoval, nicméně ani v této době jej, věren své zásadě neříkat víc, než je nutné, neinformoval o všech svých akcích, zejména o zajišťování úkrytů a prostředků pro lidi prchající před rudým terorem.
V roce 1949 propukly mezi oběma muži rozpory, Vrba postupem času ztrácel v Slabíka důvěru a stále více považoval jeho jednání jednak za diletantské, jednak chvílemi za notně podezřelé. Krátce před likvidací skupiny s ním přerušil styk, varoval před ním své spolupracovníky a začal se skrývat. Svůj omyl však zjistil příliš pozdě.

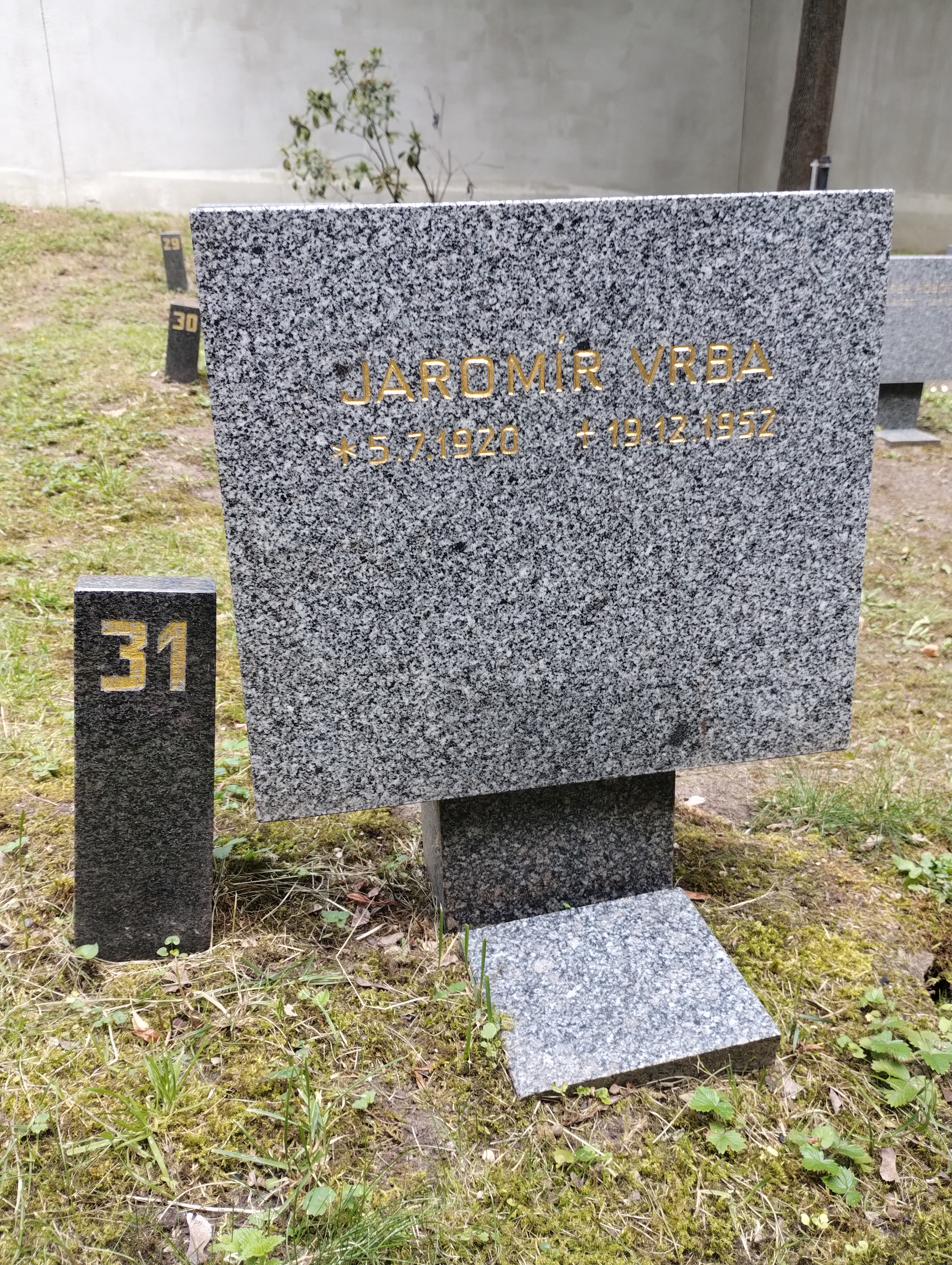
Symbolický náhrobek Jaromíra Vrby na Čestném pohřebišti v Ďáblicích

Jeho manželka v té době porodila dítě, tak se ji vydal navštívit. Během této návštěvy dům obklíčila a prohledala StB, nicméně Jaromíra, který se kaskadérsky dostal na střechu a skryl za komínem, nenašla. Když se na odchodu z domu loučil s manželkou, patrně již tušil, že to je naposled, i kdyby se mu snad zdařil plánovaný útěk do ciziny.
Vrba, skrývající se na Valašsku a čekající na vhodnou dobu k útěku, se brzy stal jedním z nejhledanějších lidí. Státní bezpečnost s velkou vytrvalostí prohledávala oblast, kde se měl skrývat a ždímala své dobrovolné i nedobrovolné konfidenty.
20. dubna 1949 pronásledovatelé dostihli Vrbu na nádraží ve Vsetíně. Čekatel SNB Dohnal Vrbu identifikoval a nechal zadržet a odvést na stanici strážmistrem SNB (a zároveň příslušníkem StB) Bohumilem Hýlem. Vrba však během cesty na policejní stanici vytáhl pistoli a Hýla smrtelně postřelil, sám byl Hýlem raněn do ramene. Jeho přátelé mu později zařídili ošetření u MUDr. Miloslava Hladiše, primáře nemocnice v Novém Jičíně (později byl za tento čin odsouzen ke 14 letům vězení). Jaromír Vrba byl dopaden 2. června 1949 díky další konfidentce StB v řadách Světlany, Aloisii Doležalové. I při tomto zatýkání se střílelo.
Vrbův příklad (podpořený vědomím, že je čeká buď smrt, nebo vězení, které nebude k žití) inspiroval další odbojáře, zejména na Zlínsku, kteří poté při zatýkání častěji sahali ke zbraním.
Vrba byl souzen v roce 1950, byl odsouzen k trestu smrti a dne 19. prosince 1950 byl v Brně popraven. Během soudu i popravy se i přes předchozí mučení choval statečně, nerecitoval protokoly a snažil se hájit.
Tělo Jaromíra Vrby bylo utajeně pohřbeno do hromadného hrobu v Brně. Roku 1968 bylo přesunuto na lesní hřbitov v Gottwaldově. Na Čestném pohřebišti na pražském Ďáblickém hřbitově se nachází Vrbův symbolický hrob. Tamní symbolické náhrobky odkazují na zemřelé politické vězně bez ohledu na jejich skutečné místo pohřbení.
Po sametové revoluci byl rehabilitován, v roce 1997 obdržel posmrtně Medaili Za hrdinství.